# Nodobaculariinae
Nodobaculariinae es una subfamilia de foraminíferos bentónicos de la familia Nubeculariidae, de la superfamilia Cornuspiroidea, del suborden Miliolina y del orden Miliolida. Su rango cronoestratigráfico abarca desde el Liásico (Jurásico medio) hasta la Actualidad.

## Clasificación
Nodobaculariinae incluye a los siguientes géneros:
- Circinatiella †
- Nodobacularia †
- Nubeculina

Otros géneros considerados en Nodobaculariinae son:
- Ormathascia, de posición taxonómica incierta
- Pseudonubeculina, aceptado como Nodobacularia